# Niles, Ohio
Niles là một thành phố thuộc quận Trumbull, tiểu bang Ohio, Hoa Kỳ. Năm 2010, dân số của thành phố này là 19266 người.

## Dân số
- Dân số năm 2000: 20932 người.
- Dân số năm 2010: 19266 người.